# Iwasaki Yohei
Yohei Iwasaki (sinh ngày 24 tháng 3 năm 1987) là một cầu thủ bóng đá người Nhật Bản.

## Sự nghiệp câu lạc bộ
Yohei Iwasaki đã từng chơi cho Albirex Niigata và FC Gifu.